# Vittorio Alfieri (economista)
Vittorio Alfieri (Torino, 1863 – Roma, 1930) è stato un economista italiano.
Allievo dell'economista Fabio Besta. Nato a Torino nel 1863, Alfieri iniziò la sua carriera accademica insegnando Computisteria nelle scuole tecniche e normali. Nel 1886, gli venne affidata la reggenza dell'Istituto Tecnico di Chieti. Dopo due anni, si trasferì a Perugia, ma nel 1891 decise di interrompere temporaneamente l'insegnamento per iscriversi alla Regia Scuola Superiore per il Commercio di Venezia, dove seguì i corsi di Fabio Besta, diventandone presto stretto collaboratore.
Nel 1905, Alfieri vinse il concorso per la cattedra di Computisteria e Ragioneria presso la Regia Scuola di Commercio di Roma. L'anno successivo, nel 1906, iniziò a insegnare presso il neonato Regio Istituto Superiore di Studi Commerciali, Coloniali ed Attuariali, dove nel 1907 fu nominato professore ordinario. Nel 1924, dal 15 maggio al 30 giugno, ricoprì la carica di Rettore del Regio Istituto Superiore di Scienze Economiche e Commerciali, in qualità di professore anziano.
Durante la Prima Guerra Mondiale, nel 1915, Alfieri si arruolò volontario, ma contrasse gravi febbri malariche che minarono la sua salute.

## Opere
- La partita doppia applicata alle scritture delle antiche aziende mercantili veneziane, Torino, G. B. Paravia, 1891. Riedita da Studium, 1994, con presentazione di Antonio Fazio. ISBN 88-382-3710-7
- L'amministrazione economica dell'antico comune di Perugia, Perugia, Unione Tipografica Cooperativa, 1896.
- La costrizione dei fatti amministrativi : Parte teorica , Assisi, Stab. Tip. Metastasio, 1897.
- Metodi di registrazione a partita doppia, Perugia, Unione Tipografica Cooperativa, 1902.
- Ragioneria generale, Roma - Milano, Società Ed. Dante Alighieri, 1907.
- Lezioni di ragioneria applicata : anno 1911-12, Roma, Stab. U. Sabbadini, 1912.
- Osservazioni intorno alle stime, in Rivista italiana di Ragioneria, n. 9, pp. 393-403, 30 settembre 1925.